# Orsonwelles falstaffius
Orsonwelles falstaffius är en spindelart som beskrevs av Gustavo Hormiga 2002. Orsonwelles falstaffius ingår i släktet Orsonwelles och familjen täckvävarspindlar. Inga underarter finns listade i Catalogue of Life.